# Ribnik (miasto Jagodina)
Ribnik (cyr. Рибник) – wieś w Serbii, w okręgu pomorawskim, w mieście Jagodina. W 2011 roku liczyła 287 mieszkańców.